# Ibergeregg
L'Ibergeregg è un passo di montagna nel Canton Svitto, collega la località di Unteriberg con Svitto. Scollina a un'altitudine di 1406 m s.l.m.